# Henry S. Benedict

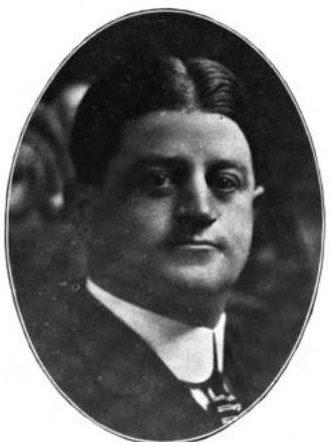
Henry S. Benedict, 1912

Henry Stanley Benedict (* 20. Februar 1878 in Boonville, Cooper County, Missouri; † 10. Juli 1930 in London, England) war ein US-amerikanischer Politiker. In den Jahren 1916 und 1917 vertrat er den Bundesstaat Kalifornien im US-Repräsentantenhaus.

## Werdegang
Im Jahr 1888 kam Henry Benedict mit seinen Eltern nach Los Angeles in Kalifornien, wo er die öffentlichen Schulen besuchte. Nach einem Jurastudium an der dortigen University of Southern California und seiner 1910 erfolgten Zulassung als Rechtsanwalt begann er in Los Angeles in diesem Beruf zu arbeiten. Gleichzeitig schlug er als Mitglied der Republikanischen Partei eine politische Laufbahn ein. Zwischen 1910 und 1914 war er Abgeordneter in der California State Assembly; von 1914 bis 1916 gehörte er dem Staatssenat an.
Nach dem Rücktritt des Abgeordneten William Stephens wurde Benedict bei der fälligen Nachwahl für den zehnten Sitz von Kalifornien als dessen Nachfolger in das US-Repräsentantenhaus in Washington, D.C. gewählt, wo er am 7. November 1916 sein neues Mandat antrat. Für die regulären Kongresswahlen des Jahres 1916 wurde er als Kandidat der Progressiven Partei zur Wiederwahl nominiert. Benedict lehnte diese Nominierung jedoch zu Gunsten des Republikaners Henry Z. Osborne ab. Damit konnte er lediglich bis zum 3. März 1917 die laufende Legislaturperiode im Kongress beenden.
Nach dem Ende seiner Zeit im US-Repräsentantenhaus arbeitete Henry Benedict wieder als Anwalt. Außerdem stieg er in das Bankgewerbe ein. In den Jahren 1919 bis 1921 arbeitete er für das kalifornische Finanzministerium; von 1921 bis 1923 gehörte er dem Eisenbahnausschuss seines Staates an. Danach praktizierte er erneut als Rechtsanwalt. Er starb am 10. Juli 1930 während eines Besuchs in der britischen Hauptstadt London und wurde in Glendale beigesetzt.